# 岐阜羽島警察署
岐阜羽島警察署（ぎふはしまけいさつしょ）は、岐阜県警察が管轄する警察署の一つである。
所在地は岐阜市の中でも2005年まで羽島郡柳津町だった地域で、同町が岐阜市に編入される以前は羽島警察署の名称であった。管轄区域も旧柳津町域以外は全て羽島郡および羽島市である。
管内に高速道路交通警察隊岐阜（羽島）分駐隊がある。

## 所在地
- 岐阜市柳津町梅松三丁目108番地

## 管轄区域
- 岐阜市の旧・柳津町の区域
- 羽島市
- 羽島郡 笠松町、岐南町

## 沿革
- 1873年（明治6年）- 第5番取締局（笠松取締局）として設置される。
- 1877年（明治10年）- 岐阜警察署笠松分署に改称される
- 1880年（明治13年）- 笠松警察署として独立する。尚、1885年には岐阜警察署笠松分署に変更されるが、その翌年には再び笠松警察署となる
- 1947年（昭和22年）- 放火により焼失
- 1954年（昭和29年）- 岐阜県警察発足。岐阜県羽島警察署となる
- 1973年（昭和48年）- 現在地に移転
- 2005年（平成17年）4月1日 - 管轄内だった旧羽島郡川島町の区域を各務原警察署に編入。
- 2006年（平成18年）1月1日 - 管轄の柳津町が岐阜市に合併したのに伴い、岐阜県岐阜羽島警察署に改称。

## 組織
- 会計課 - 会計係
- 警務課 - 警務係、相談係
- 留置管理課 - 留置管理係
- 生活安全課 - 生活安全総務係、人対・少年係、生環・サ対係
- 地域課 - 地域係、通信指令係、機動警ら係
- 機動警ら課 - 機動警ら係
- 刑事第一課 - 捜査庶務係、強行犯係、盗犯係、鑑識係
- 刑事第二課 - 知能犯係、組織犯罪係、薬物銃器係、国際捜査係
- 交通課 - 交通総務係、交通指導係、交通捜査係
- 警備課 - 警備係

## 交番
（ ）の中は所在地。

### 羽島市
- 竹鼻交番（羽島市福寿町浅平3丁目18番地）
- 正木交番（羽島市正木町森14丁目3番地1）

### 笠松町
- 笠松交番（羽島郡笠松町清住町34番地）

### 岐南町
- 岐南交番（羽島郡岐南町伏屋5丁目187番地の1）

## 警察官駐在所
（ ）の中は所在地。

### 岐阜市（旧：柳津町域）
- 柳津警察官駐在所（岐阜市柳津町宮東1丁目182番地）
- 佐波警察官駐在所（岐阜市柳津町下佐波1丁目11番地）

### 羽島市
- 小熊警察官駐在所（羽島市小熊町外粟野4丁目3番地）
- 上中警察官駐在所（羽島市上中町長間1065番地の3）
- 桑原警察官駐在所（羽島市桑原町八神4050番地の1）

### 笠松町
- 下羽栗警察官駐在所（羽島郡笠松町中野196番地）